# كريستي لانغ
كريستي لانغ (بالإنجليزية: Kirsty Lang)‏ هي صحفية نيجيرية، ولدت في 1962.